# Должностные лица Великого княжества Литовского
Уря́дники Вели́кого кня́жества Лито́вского — должностные лица (чиновники) в органах государственной власти (урядах) Великого княжества Литовского. Существовали урядники земские (государственные) и придворные. Земские урядники могли быть центральными и местными, административными и судебными. Некоторые должности центральных и местных урядников были почетными — не связанными с выполнением определённых функций.
До 1569 года главные должности (маршалки великий и дворный, гетман великий, подскарбий земский, канцлер, подканцлер, воеводы, каштеляны, староста Жемайтский) давали доступ в Раду ВКЛ. С 1569 года высшие урядники Великого княжества Литовского (маршалки великий и дворный, подскарбий земский, канцлер, подканцлер, воеводы, каштеляны и староста Жемайтский) входили в Сенат Речи Посполитой. Должностные лица, не входившие в состав Сената, назывались дигнитарии.
Урядники назначались или утверждались великим князем, воеводами или старостами из предложенных кандидатов. Должности были пожизненными, но Статут 1588 года запрещал одновременное занятие более одной должности или одновременно административную и судебную. Однако случались и исключения. Также Статут устанавливал повышенную меру ответственности за преступления против должностных лиц, находящихся при исполнении обязанностей.
В городах были войты, радцы, лавники, бурмистры и другие, причём эти должности, как правило, были выборными. Порядок занятия должностей в городах в основном регулировался нормами магдебургского права.

## Земские урядники

### Центральные (земские) урядники
- вице-инстигатор
- войский
- генерал артиллерии
- гетманы великий и польный
- инстигатор
- канцлер
- ловчий
- маршалок великий литовский
- мостовничий
- мерник
- мечник
- обозные великий и польный
- Подкоморий
- подканцлер
- подскарбий великий литовский
- писари великий, декретовый, польный, казначейский (скарбовый)
- почтмагистр
- регенты канцелярии великой и малой
- референдарии духовный и светский
- секретари великие духовный и светский
- спижарный
- стражники великий и польный
- хорунжий великий

### Местные урядники
- воевода
- виленский каштелян
- войский
- городничий
- каштелян
- маршалок
- мечник
- подстолий
- подчаший
- староста поветовый
- стольник
- хорунжий
- чашник
- войт

## Придворные урядники
В некоторых случаях придворные должностные лица исполняли и общегосударственные функции.
- маршалок дворный
- подскарбий дворный
- ловчий дворный
- конюший
- кухмистер
- крайчий
- подконюший
- подстолий
- пивничий
- стольник
- чашник

## Судебные урядники
- маршалок
- подкоморий
- судья
- подсудок
- виж
- возный
- коморник